# 膦氧化物

有机膦氧化物通式

氧化膦（英語：Phosphine oxide，也称膦氧化物）是化学式为X3P=O的含磷化合物。氧化膦可以是有机物或是无机物，当式中X为烷基或芳基时是有机磷化合物（如三苯基氧化膦），当式中X均为卤素时是无机物（如三氯氧磷）。

## 结构与分类
氧化膦分子内的P-O键较短且有极性。学界对P=O键的成因曾有争论，过去认为是氧上的孤对电子填充到磷d轨道上，形成了p-d反馈π键（该理论现在被用于解释氧化胺的不稳定性），然而氧化膦的双键事实上与酰基性质不同，计算化学的结果也并不支持此理论。也有研究用离子键X3P+-O-来解释其短键长与极性。
现在得到较为普遍共识的理论是分子轨道理论的解释，该理论认为P=O键的特性是由于氧p轨道的一对孤对电子填充到P-X键上的反键轨道𝛔*，该理论受从头计算法结果支持。

### 叔氧化膦
叔氧化膦是最常见的氧化膦，其通式为R3P=O，具四面体分子结构，叔氧化膦可以从叔膦氧化而来。

### 仲氧化膦
仲氧化膦衍生自仲膦（R2PH），保持了四面体分子结构。仲氧化膦可以用作交叉偶联的偶联剂，也可用于合成手性膦配体，如二苯基氧化膦就是一种常见的市售仲氧化膦试剂。
仲氧化膦可以进一步氧化：
R2P(O)H + H2O2 →  R2P(O)OH + H2O
仲氧化膦的互变异构体为次亚膦酸（R2POH）：
R2P(O)H ⇌ R2POH

### 伯氧化膦
伯氧化膦衍生自伯膦，具四面体分子结构。伯氧化膦会发生歧化，得到伯膦和次膦酸：
2 RP(O)H2 → RP(O)(H)OH + 2 RPH2

## 合成
氧化膦容易由有机膦的氧化合成，室温下空气中的氧气就足以将它们完全转化为对应的氧化膦：
R3P + 1/2 O2 → R3PO
该反应通常是不可控的，因此会尽量在无空气体系中处理膦。
碱性较弱的膦，例如甲基二苯基膦可以使用过氧化氢氧化：
PMePh2 +  H2O2 → OPMePh2  + H2O
Wittig反应中会产生氧化膦副产物：
R3P+CR'2 + R"2CO → R3PO + R'2C=CR"2
氢氧化鏻的受热分解会产生氧化膦：
[PPh4]Cl + NaOH → Ph3PO + NaCl + PhH
二卤化磷(V)水解时会产生氧化膦：
R3PCl2 + H2O → R3PO + 2 HCl
氯代膦能水解产生对应的仲氧化膦，如二苯基氯化膦：
Ph2PCl + H2O → Ph2P(O)H + HCl

## 脱氧
实验室中常用三氯硅烷来还原氧化膦，工业上则会使用光气等试剂将氧化膦转化成氯化三苯基一氯鏻（Ph3PCl+Cl-）后再单独进行还原 。对于手性的氧化膦分子，脱氧过程可以控制构型保持或反转，例如三氯硅烷与三乙胺的脱氧过程是利于构型反转的，而没有路易斯碱的反应过程是利于构型保持的。
HSiCl3 + Et3N ⇋ SiCl3− + Et3NH+
R3PO + Et3NH+ ⇋ R3POH+ + Et3N
SiCl3− + R3POH+ → PR3 + HOSiCl3
此法的泛用有部分得益于三氯硅烷低廉的价格，除了三氯硅烷外，也可以使用其他全氯硅烷（或其聚合物）如六氯乙硅烷。与三氯硅烷相比，全氯聚硅烷和相应的氧化膦，如Si2Cl6或Si3Cl8，在苯或氯仿中的脱氧反应产率更高。
R3PO + Si2Cl6 → R3P + Si2OCl6
2 R3PO + Si3Cl8 → 2 R3P + Si3O2Cl8

## 母体
最简单的氧化膦（H3PO）性质不稳定，在氧气与膦反应产物的质谱检测中被检测到，也能通过FT-IR在膦与臭氧的反应及膦、三氯氧钒和铬酰氯反应的基质分离物中检测到。据报道，通过白磷的电化学氧化，其能在水-乙醇溶液中相对稳定存在，并缓慢地歧化成膦和次磷酸。有研究报道了膦与一氧化氮在室温下催化聚合成PxHy的过程，通过热重分析质谱（TGA-MS）和衰减全反射傅里叶变换红外光谱（ATR-FTIR）分析，认为该过程是由氧化膦中间体脱水自缩合发生的。

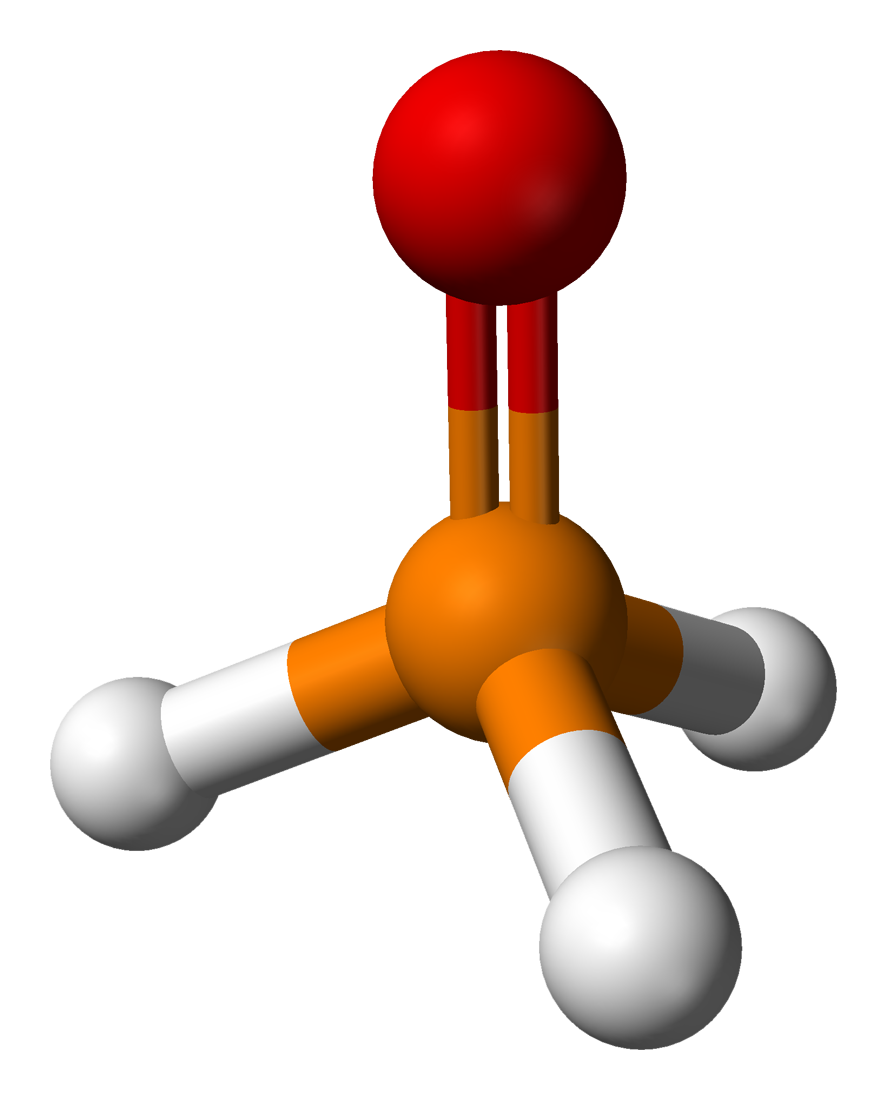
氧化膦母体的球棍模型